# Les Monstres (recueil)
Pour les articles homonymes, voir Les Monstres.
Les Monstres (titre original : Monsters) est un recueil de huit nouvelles de science-fiction écrites de 1940 à 1950 par A. E. van Vogt (Canada). Forrest J. Ackerman, son agent littéraire aux États-Unis, l'a composé en 1965.
L'édition française de 1974 intitule la dernière nouvelle La Caverne de la bête.
L'édition française de 1980 ne reprend pas La Guerre des nerfs.

## Résumés
- Introduction : Forrest J. Ackerman discute de façon humoristique des nouvelles contenues dans le recueil.
- Autre chose que des hommes morts (Not Only Dead Men, 1942) : à la suite d'une avarie, un vaisseau spatial se pose près d'un baleinier. Pour détruire un monstre, les extra-terrestres obligeront les membres du baleinier à coopérer.
- L'Ordre ultime (Final Command, 1949) : Sur une des planètes d'un empire où les robots servent surtout de chair à canon, un robot qui possède une position politique importante tente de déterminer si ses pairs se soulèveront contre les humains.
- La Guerre des nerfs (War of Nerves, 1950) ;
- le Village enchanté (Enchanted Village, 1950) ;
- Dissimulation (Concealment, 1943) : Un guetteur solitaire est surpris par un vaisseau spatial appartenant à une fédération de planètes extrêmement puissante. Appartenant à un dominion de planètes inconnu de la fédération, le guetteur est soumis à différents traitements pour l'obliger à révéler où se trouve sa planète natale.
- La Créature de la mer (The Sea Thing, 1940) : Une créature marine tente de s'imposer sur une île occupée par des marins.
- Résurrection (The Monster, 1948) : Voir le résumé sous le titre le Monstre dans Destination univers.
- le Caveau de la bête (Vault of the Beast, 1940).